# Lili-Tempel

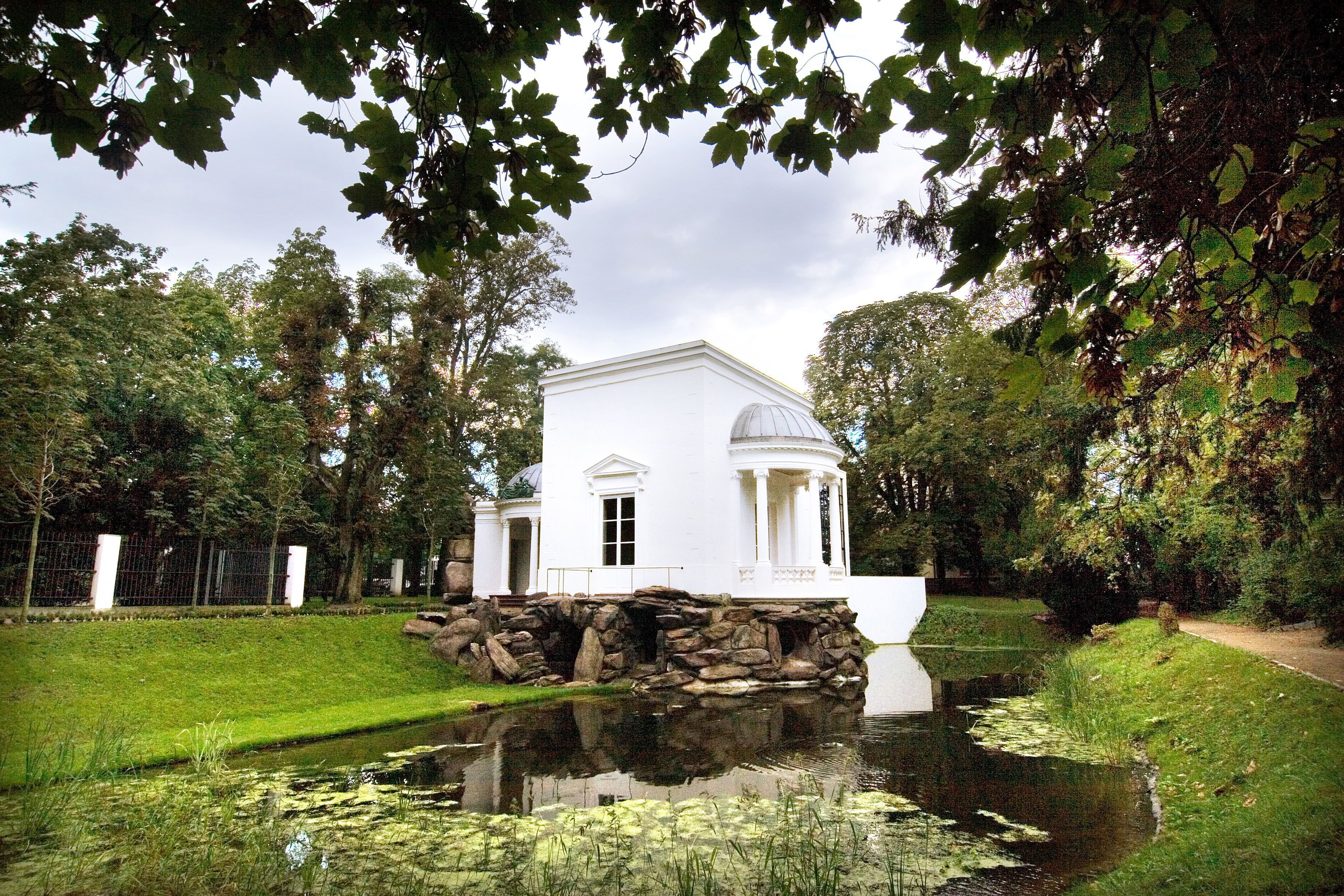
Blick zum Lili-Tempel mit davorliegendem Gartenteich

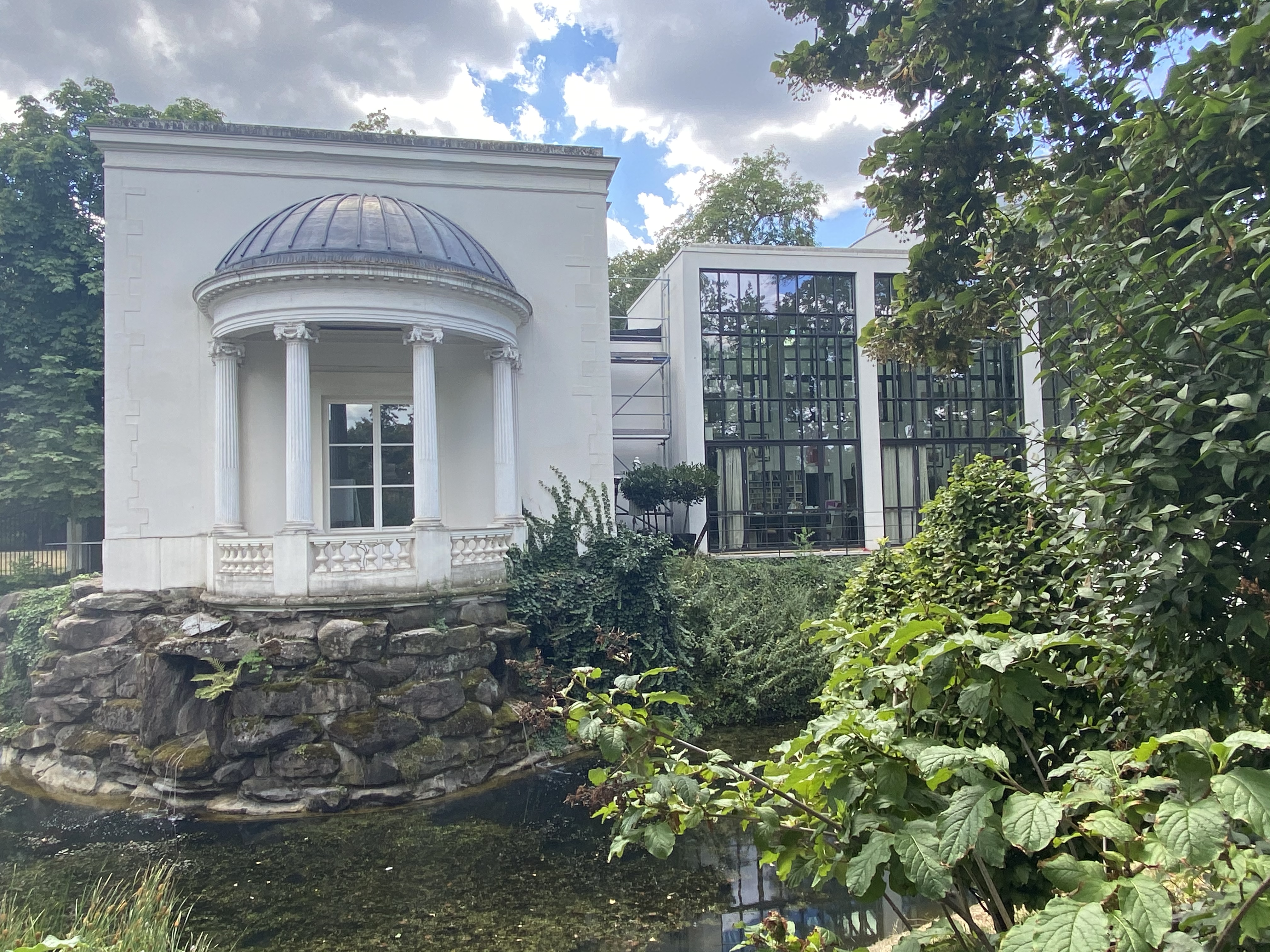
Lili-Tempel mit modernem Anbau

Der Metzlersche Badetempel in Offenbach am Main, vom Volksmund Lili-Tempel genannt, ist ein ehemaliger klassizistischer Badetempel des Frankfurter Bankiers Friedrich Metzler in der Offenbacher Innenstadt.
Erbaut wurde der Badetempel 1798 vom französischen Architekten Nicolas Alexandre Salins de Montfort, nachdem Metzler 1792 seinen Sommersitz nach Offenbach verlegt hatte. Der Bau gilt als Montforts einziges Werk im Rhein-Main-Gebiet, das im Ursprungszustand erhalten ist.
Das Gebäude ist Kulturdenkmal nach dem Hessischen Denkmalschutzgesetz.

## Gebäude

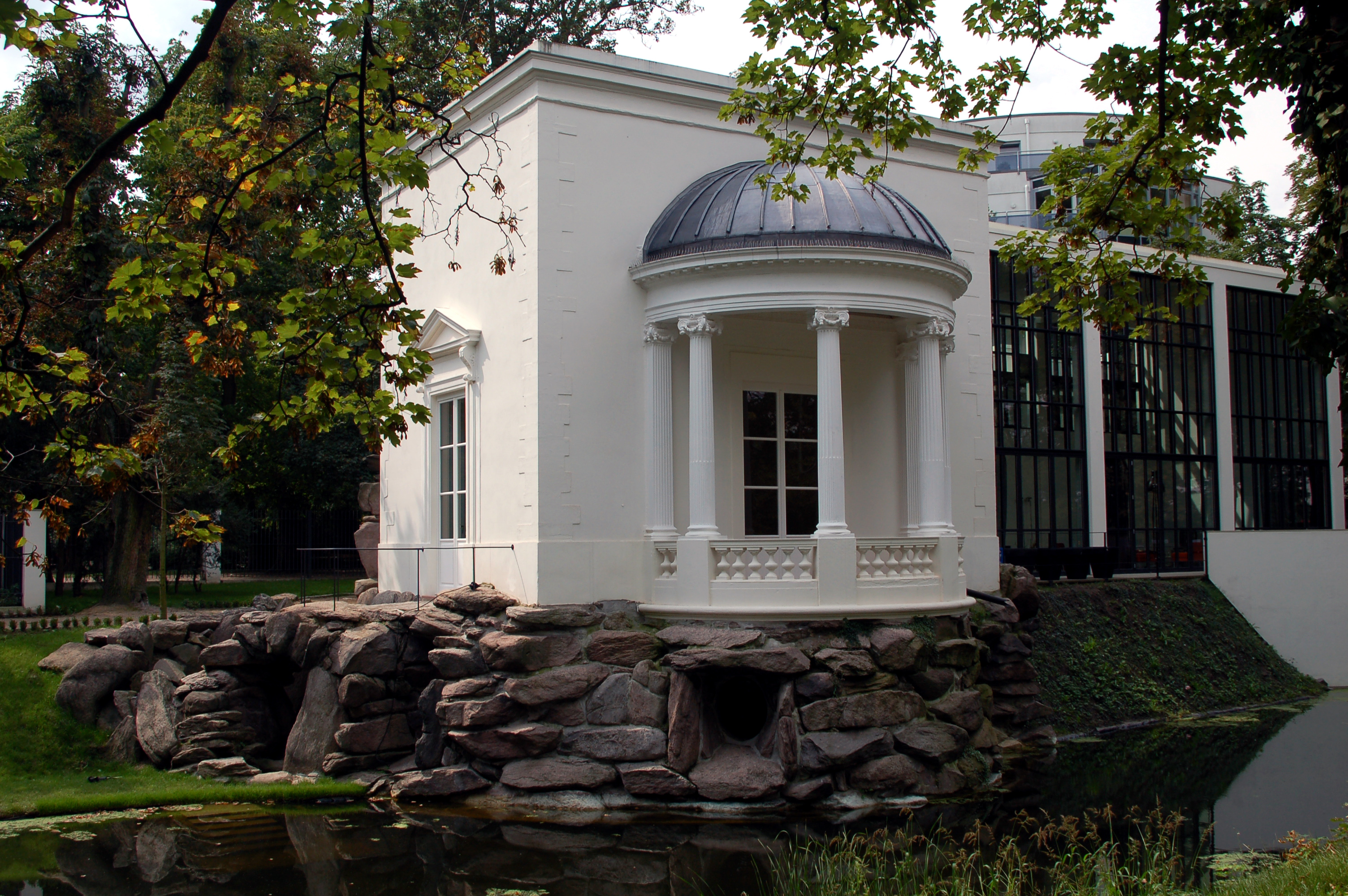
Lili-Tempel, Blick von der Mainstraße

Das 1798 vom französischen Architekten Nicolas Alexandre Salins de Montfort errichtete Bauwerk besteht aus einem Bade- und einem Teehaus und ist bei einer Grundfläche von 250 m² etwa sieben Meter hoch.
Das Untergeschoss des Gebäudes ist aus Granitblöcken gebildet und zum Main hin halbrund geschlossen. Zwei Fenster gaben einst den Blick auf den Main frei. Es enthielt ursprünglich neben Zimmern ein Tauchbad, eine Heizungsanlage sowie ein Kaltwasserreservoir. Über die Ausstattung ist nur wenig belegt. Zum einen wurde das Bad im Volksmund Marmorbad genannt, zum anderen gibt es zeitgenössische Berichte mit Hinweis auf eine Verkleidung mit Spiegelplatten. Von beidem ist heute nichts mehr erhalten.
Das Erdgeschoss war als Gartenpavillon gestaltet. Über eine dreistufige Freitreppe erhebt sich die Rotunde als ehemaliger Eingangsbereich. Ein Verbindungsgang führte zu einem Saal. Die Rotunde bot zudem die Möglichkeit, in die Grotte, in das Untergeschoss oder auf das Dach der Rotunde zu gelangen. Die Rotunde öffnet sich zum Garten hin mit einem viersäuligen Portikus korinthischer Ordnung. Darauf ruht der verzierte Architrav.
Die Grotte wird im Außenbereich von einer Aufeinandertürmung von Felsblöcken gebildet. Des Weiteren schloss sich im Erdgeschoss ein Gewächshaus an, das heute nicht mehr erhalten ist. Der rechteckige Bau, der den Saal enthält, war einst verputzt und mit einem weißen oder hellgrauen Anstrich versehen. Der Saal selbst ist oval angelegt. Seine Ausstattung ist nicht erhalten. Diese war sehr aufwändig und kostbar. Durch raffinierte Mechanismen konnten die Fenster in Wänden und Decke des Salons geöffnet und geschlossen werden. Diesem Hauptraum schließt sich zum Main hin ein halbrunder, ehemals gedeckter Balkon an. Er wurde einst von einer Balustrade und Postamenten mit vier kannelierten ionischen Säulen geschlossen.
Die Ausführung und Ausstattung des Badetempels war für einen Privatmann besonders kostbar und repräsentativ. Der Tempel war weit über die Grenzen Offenbachs hinaus als Sehenswürdigkeit bekannt. Er war Ausdruck für den Reichtum und den erlesenen Geschmack und die Bildung seines Besitzers.
Die ehemalige Badeanlage gehört zum 10.000 m² großen Lili-Park, der Ende des 18. Jahrhunderts aus den Gärten der Bankiers- und Unternehmensfamilie Jean Georg d’Orville (1747–1811) und Jeanne Rahel Bernard (1751–1822) entstanden ist. Metzler wiederum ließ das Gelände 1793 im englischen Stil umgestalten. Im Jahre 1892 wurde die Herrnstraße vom Linsenberg bis zum Main verlängert, wobei die neue Straße quer durch die Anlage gelegt wurde.
Das Gebäude steht unter Denkmalschutz.

## Geschichte

### Nutzung

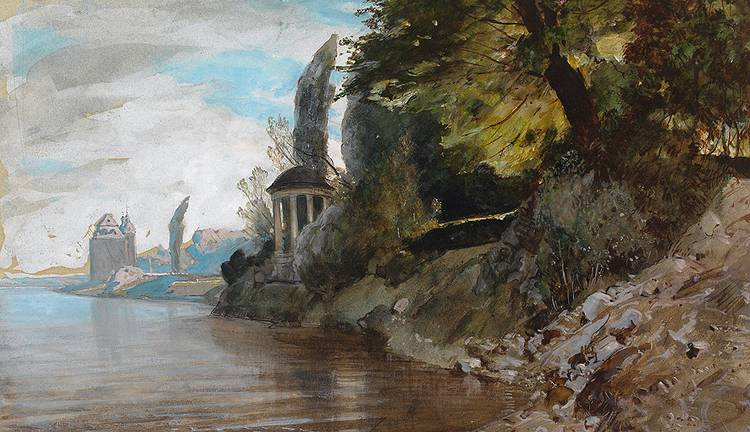
Lili-Tempel auf einem Gemälde von Louis Kolitz

Ursprünglich lag der Tempel direkt am Main, so dass in seinem grottenartigen Untergeschoss im Mainwasser gebadet werden konnte. Beim Straßen- und Hochwasserdammbau im 19. Jahrhundert verlor das Bauwerk jedoch diesen Bezug. Im Zuge dieser Maßnahmen wurde die Mainseite des an den Tempel angrenzenden Parks durch eine Mauer mit Zaun verschlossen.
1951 ging das Bauwerk samt Park in das Eigentum der Stadt Offenbach über und war ab dann erstmals öffentlich betretbar.
Das sanierungsbedürftige Bauwerk wurde unter der Auflage einer Restaurierung 2004 an den Gelnhäuser Unternehmer Volker Hohmann durch Erbbaurecht vergeben. Dieser ließ unter anderem den umfangreichen Stuck im Inneren wiederherstellen. Ausführender Architekt und damit „Nachfolger“ de Montforts war der Frankfurter Architekt Christopher Pierre Hefele. Am 3. September 2007 fand die offizielle Eröffnung statt. Zum Tag des offenen Denkmals 2007 war das Bauwerk erstmals der Öffentlichkeit zugänglich. Der Lili-Tempel sollte danach als Kunstgalerie und für kulturelle Veranstaltungen genutzt werden. Ab November 2007 war die Anlage einen Tag in der Woche öffentlich zugänglich. Neben dem ebenfalls privat aufgebauten Rumpenheimer Schloss gilt der Lili-Tempel als Musterbeispiel progressiven Denkmalschutzes. Hohmann erhielt für die vorbildliche Sanierung des Lili-Tempels 2008 den hessischen Denkmalschutzpreis.
2016 wurde bekannt, dass der Tempel an eine Unternehmensberatung verkauft wurde. Die Stadt kann die Räume jedoch weiter für Kulturveranstaltungen nutzen. Zudem plant der neue Eigentümer Events mit Kunstcharakter.

### Verbindung zu Johann Wolfgang Goethe

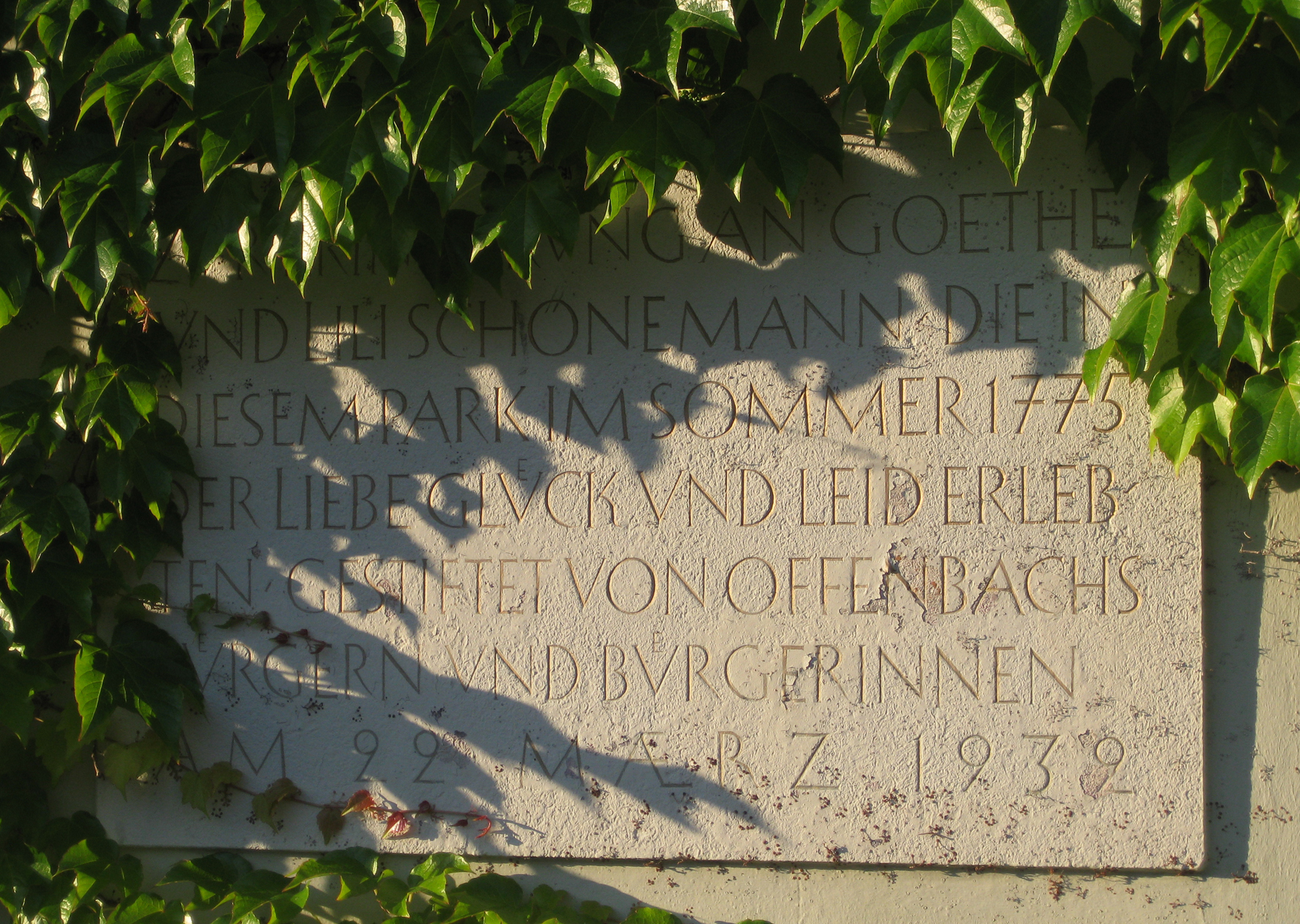
Gedenktafel aus Anlass der Treffen von Goethe mit seiner Lili im Offenbacher Lili-Park

Der Tempel erhielt im Volksmund seinen Namen Lili-Tempel nach der Verlobten Johann Wolfgang von Goethes, Anna Elisabeth Schönemann, mit der sich dieser 1775 im umliegenden Park zu treffen pflegte. Der Park erhielt den Namen Lili-Park erst zum 100. Todestag Goethes im Jahre 1932.